# Kalamu
Kalamu är en stadsdel (franska: commune) i Kinshasa. Antalet invånare är 315 342. Arean är 6,6 kvadratkilometer.